# Seixo Amarelo
Seixo Amarelo é uma povoação portuguesa do Município da Guarda que foi sede da extinta Freguesia de Seixo Amarelo, freguesia que tinha 12,21 km² de área e 84 habitantes (2011), e, por isso, uma densidade populacional de 6,9 hab/km².
A Freguesia de Seixo Amarelo foi extinta pela reorganização administrativa de 2012/2013, sendo o seu território anexado pela vizinha Freguesia de Gonçalo.

## Património
Igreja matriz, com pinturas no tecto do século XVIII que apresenta, nas laterais, quatro anjos e quatro atlantes (figuras de homens fortes que sustentam vasos de rosas) e, no centro, as marcas de um rectângulo onde, supostamente, estaria pintada a imagem de Nossa Senhora da Conceição, a padroeira da terra.

## População
| População da freguesia de Seixo Amarelo | População da freguesia de Seixo Amarelo | População da freguesia de Seixo Amarelo | População da freguesia de Seixo Amarelo | População da freguesia de Seixo Amarelo | População da freguesia de Seixo Amarelo | População da freguesia de Seixo Amarelo | População da freguesia de Seixo Amarelo | População da freguesia de Seixo Amarelo | População da freguesia de Seixo Amarelo | População da freguesia de Seixo Amarelo | População da freguesia de Seixo Amarelo | População da freguesia de Seixo Amarelo | População da freguesia de Seixo Amarelo | População da freguesia de Seixo Amarelo |
| --------------------------------------- | --------------------------------------- | --------------------------------------- | --------------------------------------- | --------------------------------------- | --------------------------------------- | --------------------------------------- | --------------------------------------- | --------------------------------------- | --------------------------------------- | --------------------------------------- | --------------------------------------- | --------------------------------------- | --------------------------------------- | --------------------------------------- |
| 1864                                    | 1878                                    | 1890                                    | 1900                                    | 1911                                    | 1920                                    | 1930                                    | 1940                                    | 1950                                    | 1960                                    | 1970                                    | 1981                                    | 1991                                    | 2001                                    | 2011                                    |
| 518                                     | 547                                     | 556                                     | 602                                     | 578                                     | 533                                     | 482                                     | 504                                     | 486                                     | 419                                     | 298                                     | 251                                     | 198                                     | 126                                     | 84                                      |

Por idades em 2001 e 2011			

| 0-14 anos | 15-24 anos | 25-64 anos | 65 e + anos |
| 3 \| 3    | 13 \| 3    | 48 \| 30   | 62 \| 48    |
| +0%       | -77%       | -38%       | -23%        |